# Надежда (Томський район)
Наде́жда (рос. Надежда) — присілок у складі Томського району Томської області, Росія. Входить до складу Наумовського сільського поселення.

## Населення
Населення — 105 осіб (2010; 239 у 2002).
Національний склад (станом на 2002 рік):
- росіяни — 93 %